# Kościół św. Michała Archanioła w Pogorzeli
Kościół Świętego Michała Archanioła w Pogorzeli – rzymskokatolicki kościół parafialny w mieście Pogorzela. Mieści się przy Rynku i należy do dekanatu Koźmin.
Świątynia wybudowana w stylu barokowym w latach 1778–1781, na miejscu spalonego w 1774 murowanego kościoła. Fundatorem budowli był Roch Zbijewski. Pracą przy budowie świątyni kierował ks. Piotr Sobocki. Jest to budowla jednonawowa z transeptem i prezbiterium. Świątynia została wykończona w latach 1783–1785. Budowla została konsekrowana przez arcybiskupa poznańskiego Marcina Dunina w dniu 7 października 1838 roku. Kościół posiada obrazy m.in.: barokowy Anioła Stróża z 2 połowy XVIII wieku, ludowy św. Walentego z 1 połowy XIX wieku; rzeźby m.in.: św. Piotra i św. Pawła barokowe z XVII wieku, późnobarokowe św. Marii Magdaleny i św. Jana z końca XVIII wieku; sprzęty liturgiczne m.in.: krucyfiksy: późnobarokowy z 2 połowy XVIII wieku i późnogotycki z 1 ćwierci XVI wieku, monstrancję rokokową z 3 ćwierci XVIII wieku i kielich z 2 połowy XVIII wieku.